# Arachnocalyx
Arachnocalyx é um género botânico pertencente à família Ericaceae.

## Espécies
- Arachnocalyx cereris
- Arachnocalyx viscidus